# Sikandrabad
Sikandrabad é uma cidade  no distrito de Bulandshahr, no estado indiano de Uttar Pradesh.

## Demografia
Segundo o censo de 2001, Sikandrabad tinha uma população de 69,902 habitantes. Os indivíduos do sexo masculino constituem 52% da população e os do sexo feminino 48%. Sikandrabad tem uma taxa de literacia de 50%, inferior à média nacional de 59.5%: a literacia no sexo masculino é de 58% e no sexo feminino é de 41%. Em Sikandrabad, 17% da população está abaixo dos 6 anos de idade.